# Kißlegg
Kißlegg är en kommun (tyska Gemeinde) i Landkreis Ravensburg i förbundslandet Baden-Württemberg i Tyskland. Kommunen består av ortsdelarna (tyska Ortsteile) Kißlegg, Immenried och Waltershofen.